# Norbert Hauner

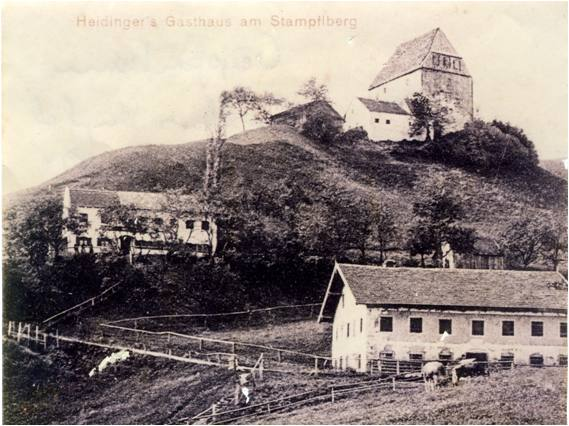
Norbert Hauners Geburtshaus (rechts unten) am Stampflberg bei Au am Inn, 1905

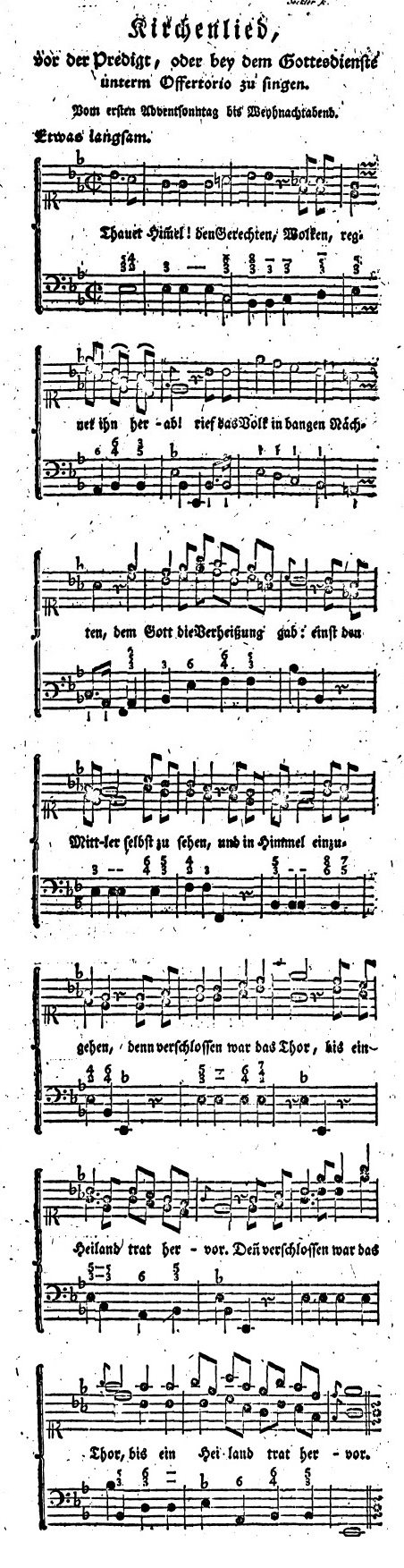
Norbert Hauners berühmteste Komposition Tauet, Himmel, den Gerechten, Erstdruck 1777 hochkant=0.6|rahmenlos

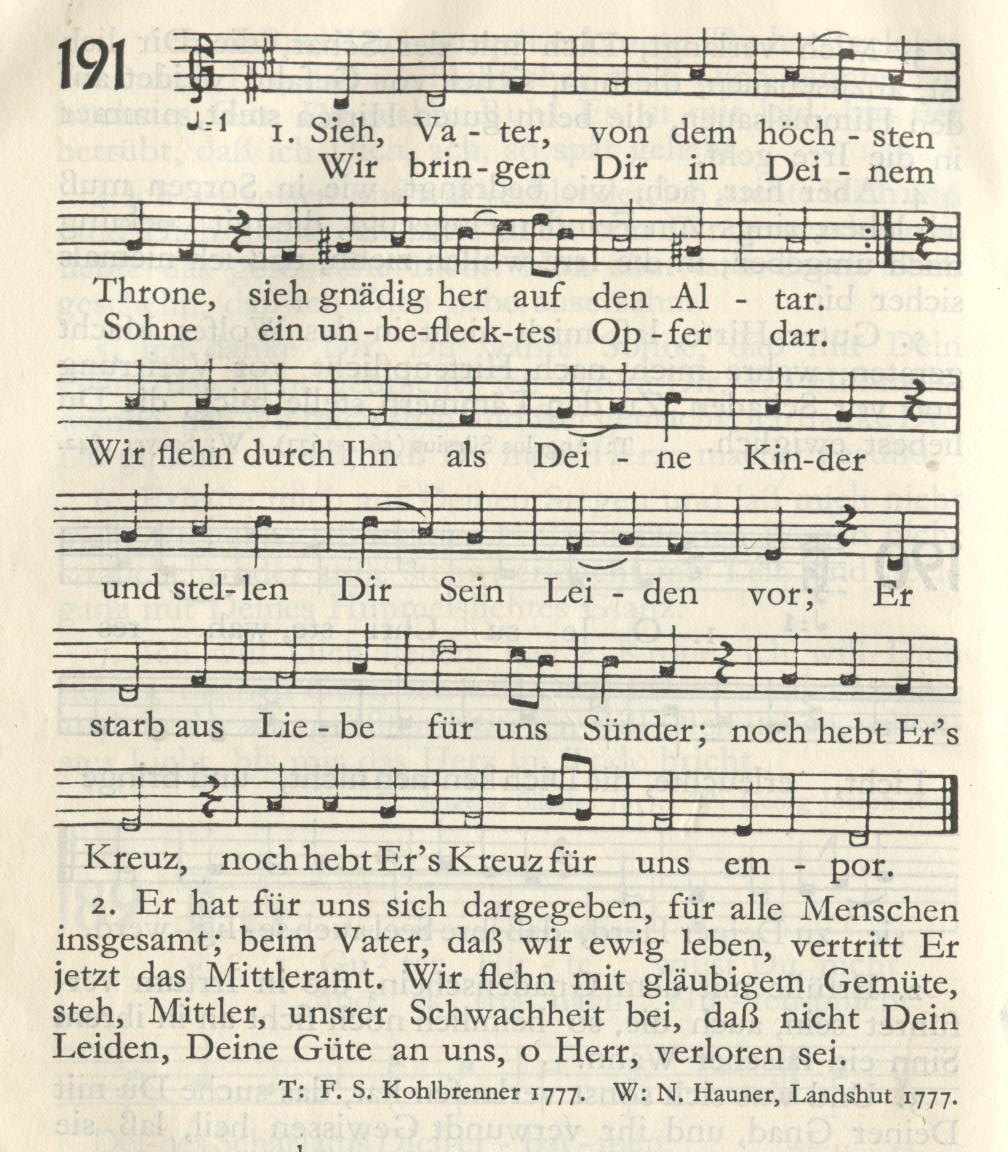
Bekanntes Kirchenlied von Norbert Hauner: Sieh, Vater, von dem höchsten Throne

Norbert Hauner (* 14. Februar 1743 in Au am Inn, heute ein Ortsteil von Gars am Inn, Oberbayern; † 24. Juli 1827 in Frauenchiemsee) war Augustiner-Chorherr, letzter Dekan des Stifts Herrenchiemsee und ein berühmter Kirchenkomponist, dessen Melodien noch heute weit verbreitet sind.

## Leben
Norbert Hauner war Wirtssohn im Berggasthaus Stampfl beim Kloster Au am Inn. Die Gaststätte existiert als Neubau noch immer und an der nahen Stelle des ursprünglichen Gebäudes markiert heute ein Gedenkkreuz den Geburtsplatz des Komponisten.
Er trat als Augustiner Chorherr in das Stift Herrenchiemsee ein, wo er 1764 die Ordensgelübde ablegte; 1768 empfing er in Salzburg die Priesterweihe. Auf der Herreninsel wirkte Norbert Hauner als Priester und Kirchenmusiker. Er war Chorregent und Leiter des Seminars, ab 1782 Pfarrer an der Klosterkirche, wobei er auch auswärtige Pfarreien wie Gollenshausen und Prien zu pastorieren hatte. 1797 avancierte Hauner zum Dekan, also zum Oberhaupt der Ordensgemeinschaft und musste 1803 die Säkularisation und Aufhebung des Klosters Herrenchiemsee erleben.
Danach siedelte er auf die Nachbarinsel Frauenchiemsee über. Hier amtierte Norbert Hauner bis zu seinem Tod als Spiritual und Beichtvater der dortigen Benediktinerinnen von Frauenwörth, sowie als Expositus (Hilfspfarrer) für die örtliche Dorfgemeinde, wobei er über die Abhängigkeit von der Pfarrgemeinde Breitbrunn und wegen seines geringen Auskommens nicht ganz zufrieden war. 1818 feierte er dort sein goldenes Weihejubiläum.
Das Buch: Beyträge zur Geschichte, Topographie und Statistik des Erzbistums München und Freising von Martin Deutinger, München 1850, hält dazu auf den Seiten 437 und 438 fest: 

„Norbert Hauner, vormaliger Dechant des Klosters Herren-Chiemsee, wurde vorläufig als Beichtvater von Frauen-Chiemsee aufgestellt, die Pfarrey Frauen-Chiemsee aber den 9. September 1809 aufgelöst und die Insel als eine Expositur der Pfarrey Breitbrunn erklärt. Dem Beichtvater Hauner wurde kein eigener Gehalt ausgesprochen; er ging anfangs bey den Erben des verstorbenen Pfarrers und später bey den Klosterfrauen in die Kost. Er war überdies kränklich und sah in der Stellung der Insel Frauen-Chiemsee zur Pfarrey Breitbrunn nur eine Quelle des Verdrusses für sich, weßwegen er wiederholt um seine Entlassung bat. Herr Norbert Hauner hielt im Jahre 18l8 seine Secundiz zu Frauen-Chiemsee, da die Kirche zu Herren-Chiemsee, wo er Gott sein erstes heiliges Meßopfer dargebracht hatte, schon längst in ein Bräuhaus verwandelt worden war. Zugleich mit ihm erneuerte die Layenschwester Magdalena Riepertinger ihre Ordens-Profeß. Nicht nur die Bewohner der Insel, sondern auch alle Nachbarn nahmen daran den innigsten Antheil.“

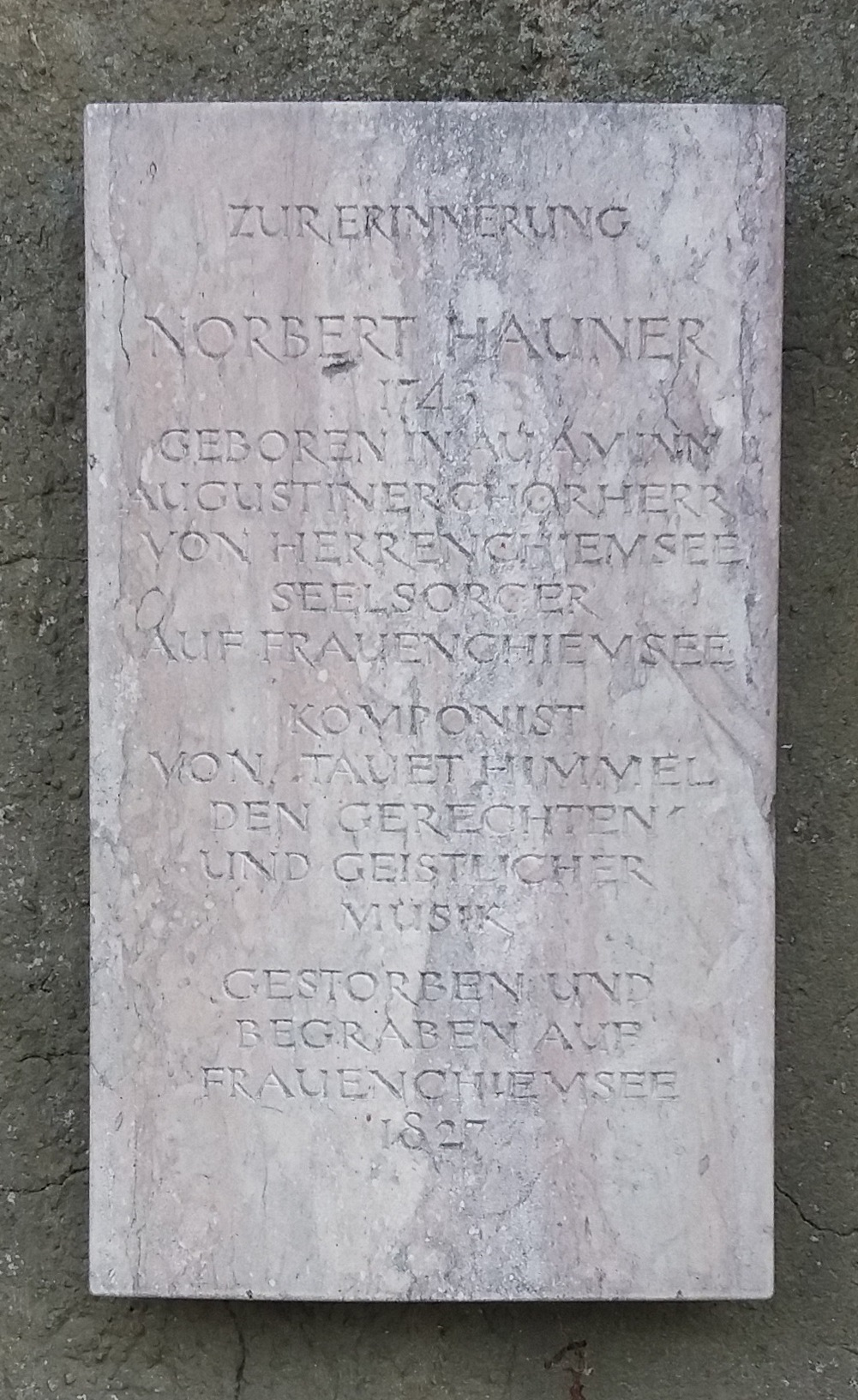
Gedenkstein Norbert Hauner, Friedhof Fraueninsel

Hauner starb in Frauenchiemsee und wurde auf dem dortigen Friedhof begraben. 2007, zum 180. Todestag, widmete man ihm dort eine Gedenktafel. Das Grab des Priesters ist nicht mehr vorhanden.

## Wirken als Komponist
Norbert Hauner war sehr musikalisch und wirkte sowohl in Herrenchiemsee als auch auf der Fraueninsel kompositorisch. Bereits zu Lebzeiten erlangte er diesbezüglich eine gewisse Berühmtheit, denn der Dichter Franz Seraph von Kohlbrenner ließ um 1775 diverse seiner deutschen Kirchenlieder von ihm vertonen, die 1777 im sogenannten Landshuter Gesangbuch veröffentlicht wurden. Es handelt sich um etwa 50 kurze Lied-Kompositionen Hauners. Diese Dichtungen und Melodien gehören zum Schönsten, was die deutsche Kultur an Sakralgesängen hervorgebracht hat. Viele der Hauner-Melodien wurden förmlich zum Volksgut, die noch heute einen festen Platz im Kirchenliedrepertoire besitzen. Auch in den meisten Diözesan-Regionalteilen des Einheitsgesangbuches Gotteslob finden sich derzeit noch zahlreiche Lieder von Norbert Hauner aus Kohlbrenners Landshuter Gesangbuch. Am bekanntesten davon ist wohl der Adventsgesang Tauet, Himmel, den Gerechten, der bei den Katholiken in Deutschland förmlich als Synonym für die Adventszeit gilt. Papst Pius VI. zollte 1782 bei seinem Besuch in München den Liedern des Landshuter Gesangbuches ausdrücklich Lob und Anerkennung; er empfahl ihre weite Verbreitung.
In späteren Ausgaben des Kohlbrenner-Gesangbuches überarbeitete der Salzburger Komponist Michael Haydn die Hauner-Melodien bzw. er änderte sie teilweise leicht ab und erschien dann im Druckwerk als Schöpfer der Musik. Die meisten Kohlbrennerdichtungen, die als Komponisten Michael Haydn vermerken, sind dennoch ursprünglich Tonschöpfungen von Norbert Hauner. Er wird als sehr zurückhaltend und bescheiden charakterisiert, was sicherlich nicht unwesentlich dazu beitrug, dass er mehr und mehr in Vergessenheit geriet bzw. sein Werk anonym oder unter anderem Namen firmierte.
Im ausgehenden 19. und frühen 20. Jahrhundert verunglimpfte man die deutschen Kirchenlieder Kohlbrenners und Hauners oftmals als unkatholisch-aufklärerisch. Nach der Liturgiereform von 1968 geschah das Gegenteil und man betrachtete sie als überholte, romantisch-süßliche Überbleibsel einer untergegangenen kirchlichen Epoche. Dennoch ist ihre volkstümliche Beliebtheit über alle Zeitmoden hinweg ungebrochen geblieben, da Dichtung und Melodie hier eine einzigartige Symbiose bilden und letztlich im ungekünstelten Volksempfinden wurzeln. Früher hatten sie den Vorzug, die ausschließlich lateinischen Choralgesänge durch innige deutsche Lieder zu ergänzen. Heute bestechen Kohlbrenners Texte und Hauners Melodien durch ihre wohltuende Innerlichkeit und tiefe Sakralität, die man sonst in der Liturgie oft vergebens sucht. Der Kirchenmusiker Martin Kebinger aus Gars urteilte 2007 über Norbert Hauner, er gehöre „wohl zu den bedeutendsten Kirchenliedkomponisten deutscher Sprache, dessen Werk nicht hoch genug für die Entwicklung des deutschen Kirchengesangs einzuschätzen ist“. Überdies sei von dem kompositorischen Werk „noch viel auszugraben“; ein großer Teil von Hauner-Kompositionen liegt mehr oder weniger ungesichtet im Archiv des Klosters Frauenchiemsee.
Neben den deutschen Schöpfungen wie Tauet, Himmel, den Gerechten, Das Grab ist leer, der Held erwacht, Sieh Vater von dem höchsten Throne, Hier liegt vor Deiner Majestät etc. komponierte Norbert Hauner aber auch andere Sakralwerke. Dazu zählen eine Benedictus-Litanei, sowie mehrere lateinische Messen, wie etwa die Missa in C, die auf Herrenchiemsee entstand und in der musikalischen Tradition von Michael Haydn und Wolfgang Amadeus Mozart steht. Sie wurde kürzlich auf CD eingespielt.